# 渡名喜島
渡名喜島（となきじま）は、沖縄県の島。島尻郡渡名喜村に属する。

## 概要
もともと西森がある北部と大岳（ウータキ）がある南部は別々の島だったが、長い年月を経て間に砂が堆積し、現在のような一つの島になった。その平坦な所に港や集落ができ、北西にある無人島の入砂島を含めて渡名喜村が構成されている。
歴史的には「戸無島」と呼ばれた事がある（鹿児島藩による明治3年頃の人口統計より）。

## 交通
- 【フェリー】沖縄・那覇泊港→渡名喜港（2時間15分）